# Кіанг
Кіанг (Equus kiang) — вид ссавців родини конячих (Equidae). Зустрічається у Тибеті і прилеглих регіонах. Кіанг є близьким родичем кулана, проте дещо більше і має декілька більшу схожість з конем.

## Зовнішній вигляд
Кіанги досягають довжини тіла близько 210 см, висоти у холці близько 142 см і ваги від 250 до 400 кг. Їх шерсть зверху влітку забарвлена у світло-червоні кольори, у той час, як зимова довга шерсть швидше бура. На спині у них помітна чорна смужка. Нижня сторона біла, окремі білі ділянки вовни можуть сягати аж до спини. Білими є також ноги, передня частина шиї і морда. Крім більших кінцівок, різниця від кулана полягає й у більшій голові, коротших вухах, довшій гриві та ширших копитах.

## Поширення
Кіанги населяють весь тибетський гірський масив, що складається з гірських хребтів і плато на північ від Гімалаїв. Найчисленніші популяції мешкають у Тибетському автономному районі, а також у сусідніх китайських провінціях Цинхай і Сичуань. Кіанги зустрічаються і в Індії (штати Ладакх і Сіккім) і у Непалі. Їх місцем існування є гірські луки та чагарники на висоті до 5000 м над рівнем моря.

## Еволюція
Вважається, що рід Equus, який включає всіх існуючих коней, еволюціонував від Dinohippus, через проміжну форму Plesippus. Одним із найдавніших видів є Equus simplicidens, описаний як зебра, що має голову віслюка. Найдавнішому викопному на сьогодні — 3,5 мільйона років з штату Айдахо, США. Ймовірно, рід швидко поширився у Старому Світі, з аналогічним віком Equus livenzovensis задокументований із Західної Європи та Росії.
Молекулярна філогенія вказує на останнього спільного предка всіх сучасних коней (представників роду Equus), що проживали ~ 5,6 (3,9–7,8) млн. Пряме палеогеномне секвенування метаподіальної кістки коня середнього плейстоцену 700 тис. років із Канади передбачає більш пізній 4,07 млн перед цією датою для останнього загального предка (MRCA) в межах від 4,0 до 4,5 млн. Найдавнішу дивергенцію зазнали азійські геміони (підрід E. (Asinus), включаючи кулана  та кіанга), за ними йдуть африканські зебри (підрід E. (Dolichohippus) та E. (Hippotigris)). Усі інші сучасні форми, включаючи одомашненого коня (а також багато викопних пліоценових та плейстоценових форми), належать до підроду E. (Equus), який зазнав дивергенції ~ 4,8 (3,2–6,5) мільйонів років тому.

## Поведінка
Кіанги живуть у табунах від 5 до 400 особин. Зазвичай табуни мають склад з кобил та лошат, а також з особин-підлітків обох статей. Предводителькою груп є, як правило, зріла кобила. Соціальні зв'язки всередині групи дуже сильні, кіанги ніколи не покидають один одного і вирушають разом на пошуки їжі. Огири протягом літа живуть поодинці і збиваються до зими у табуни холостяків.
У пошуках їжі кіанги проходять великі відстані, долаючи в тому числі річки й інші водойми. Вони хороші плавці, іноді можна спостерігати їх при купанні. Як всі кінські, кіанги рослиноїдні і харчуються головним чином травами та іншою низькою рослинністю. За часів достатку їжі (липень і серпень) вони можуть набрати до 45 кг додаткової ваги.

## Розмноження
У липні і серпні огири починають слідувати за групами кобил і боротися з суперниками за право спаровуватися. Період спарювання закінчується у середині вересня. Після вагітності, що триває близько року, кобила у липні або серпні народжує по одному лоша. Новонароджені кіанги вже за декілька годин після пологів стоять на ногах і слідують за матір'ю. У віці одного року вони стають самостійними, статева зрілість настає у віці двох років або пізніше. Максимальна зареєстрована тривалість життя кіанга у неволі становила 26 років.

## Систематика
Іноді кіанга розглядаються як підвид кулана, проте дослідження ДНК дозволяють виділити їх в окремий вид. Але ще ближчим родичем може бути вимерлий Equus converidens плейстоценової Америки, з яким він має ряд вражаючих подібностей; проте, така спорідненість вимагає, щоб кіанги перетнули Берингію під час льодовикового періоду, про що мало свідчень. Кіанги можуть схрещуватися з куланами, конями, віслюками і зебрами Берчелла у неволі, хоча, мули, (отримане потомство) є стерильним. Кіанги ніколи не одомашнювались.
Існують три підвиди кіангів:
- E. k. polyodon: південний кіанг (південний Тибет, непальський кордон)
- E. k. holdereri: східний кіанг (Цінхай, південно-східний Сінган)
- E. k. kiang: західний кіанг (Тибет, Ладакх, південно-західний Сінган)